# O homem dos ratos

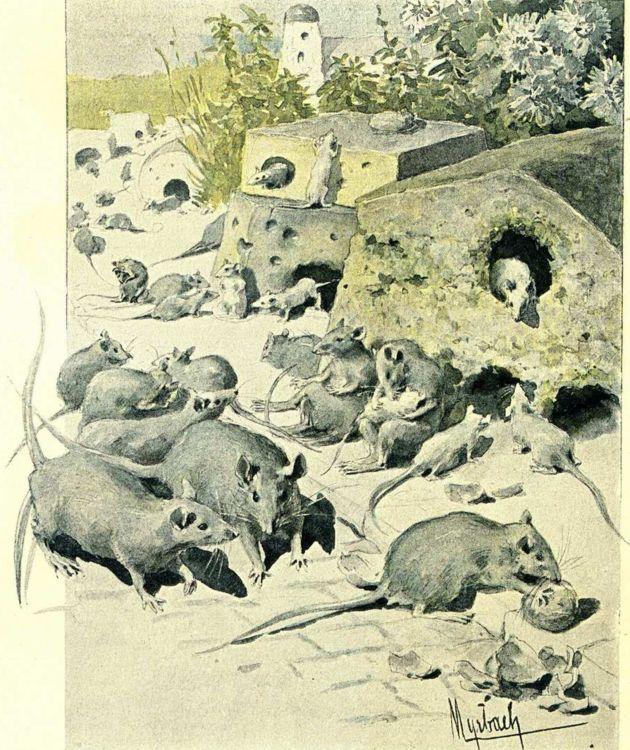
Ernst tinha medo recorrente de que ratos ferissem seus entes queridos.

O homem dos ratos foi o pseudônimo dado por Sigmund Freud para o seu paciente Ernst Lanzer. Ernst era advogado e procurou Freud em 1907 com queixas típicas de transtorno obsessivo-compulsivo (TOC). Temia que caso ele não se comporte de uma determinada maneira, então seus entes queridos serão feridos. Não resistia a fazer contagens e reflexões inúteis mesmo ciente da inutilidade delas. Freud usou as suas interpretações desse caso como base de sua teoria sobre sexualidade, racionalização e neurose obsessiva.
As interpretações de Freud sobre "O homem dos ratos" foram publicadas como "Notas sobre um caso de neurose obsessiva" em 1909 e foi apresentado por Freud em quatro congressos da Sociedade Psicanalítica de Viena e no primeiro congresso psicanalítico internacional em Salzburgo. Relatar que sua melhora foi completa foi uma notável exageração e a história mostra que em diversos pontos críticos Freud mentiu, por exemplo sobre a duração do tratamento (foram poucos meses, mas ele disse que foram vários anos).

## Sintomas
Após ouvir de um capitão cruel sobre uma tortura asiática em que colocava-se esquentavam um pote com ratos para que os ratos penetrassem o ânus das vítimas, Ernst imaginou como seria se fizessem essa tortura com sua namorada ou com seu falecido pai e repudiou esse pensamento como algo absurdo e horrível. 
Ernst afirmou que fantasiava sobre assassinato e suicídio e desenvolveu uma série de padrões compulsivos de comportamento irracional. Por exemplo, ele mencionou seu hábito de abrir a porta para seu apartamento entre 12 da meia-noite e 1:00 da manhã, aparentemente para que o fantasma do pai pudesse entrar.
Seu primeiro esforço em masturbar-se foi apenas aos 20 anos.
Ao ver um raio, Ernst não conseguia resistir a contar os segundos até o barulho. Quando estava sozinho e viu uma pedra em um caminho ele removeu-a com medo que eventualmente a carruagem de sua namorada passasse sobre a pedra e virasse ferindo sua namorada, mas depois de refletir sobre o quanto essa ideia era absurda colocou-a de novo no mesmo lugar. Ele ocasionalmente dividia palavras em sílabas e refletia sobre o significado de cada uma delas em outro idioma. Essas compulsões e obsessões estavam prejudicando a vida social e profissional de Ernst e por isso ele procurou a psicanálise.
Depois da psicanálise casou-se com sua namorada e seguiu seu trabalho como advogado até morrer na primeira guerra mundial, 5 anos depois.

## Interpretação Freudiana
Freud interpretou que os sintomas de Ernst eram causados por um desejo inconsciente de ferir sua namorada e seu pai. O conflito entre feri-la e protege-la seria a raiz de seus problemas. Ele contava o tempo entre a luz e o som do raio como forma de acalmar seus impulsos. E tirar e recolocar a pedra no caminho era um momento de conflito entre feri-la e protege-la. Refletir sobre as sílabas era um reflexo de sua profunda dúvida e descrença pelas outras pessoas. O desejo de ferir sua namorada seria por dúvida se ela o amava e por não desejar casar-se com ela. Em relação ao pai ele tinha sentimentos ambivalentes por desejar receber a herança de seu pai e ao mesmo tempo considerar repulsivo esse tipo de pensamento. Os sintomas seriam assim sentimentos ambivalentes inconscientes objetivando adiar o casamento.
Freud baseou-se nesse caso para formular suas teorias sobre a fase anal, erotismo infantil, racionalização, deslocamento e ambivalência. Existem diversas críticas a essas interpretações de Freud, inclusive por parte de seus colegas psicanalistas.